# Viața de apoi

Reprezentare creștină a vieții de apoi: Grădina plăcerilor pământești, pictură în ulei de Hieronymus Bosch. În stânga este reprezentant raiul, iar în dreapta iadul.

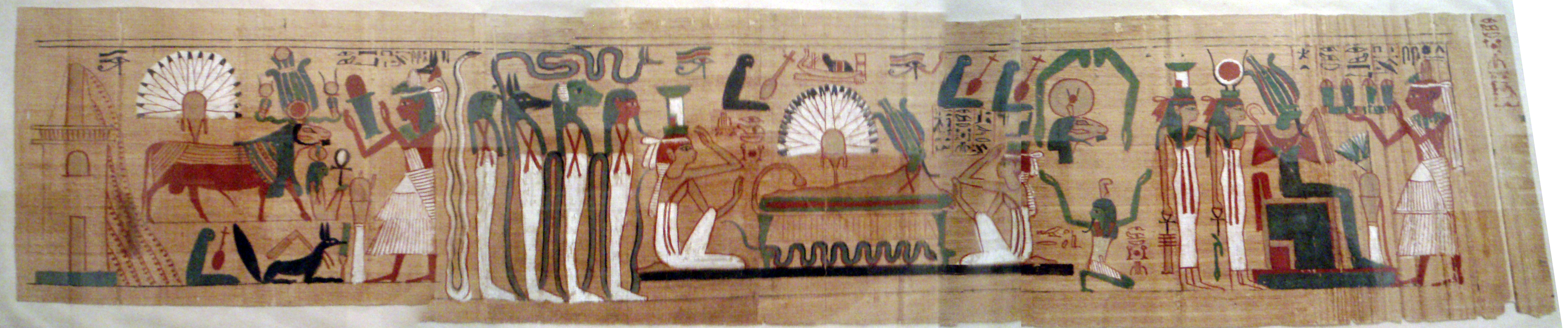
Reprezentare egipteană a vieții de apoi

Viața de apoi (sau viața de după moarte, lumea cealaltă) este o ipoteză conform căreia mintea sau conștiința umană continuă să existe undeva anume, prin mijloace naturale sau supranaturale, după ce moartea corpului a avut loc. În multe viziuni populare, această existență continuă se petrece adesea într-un tărâm imaterial sau spiritual. Principalele opinii despre viața de apoi provin din mitologie, religie, ezoterism și metafizică.

## Egiptul Antic

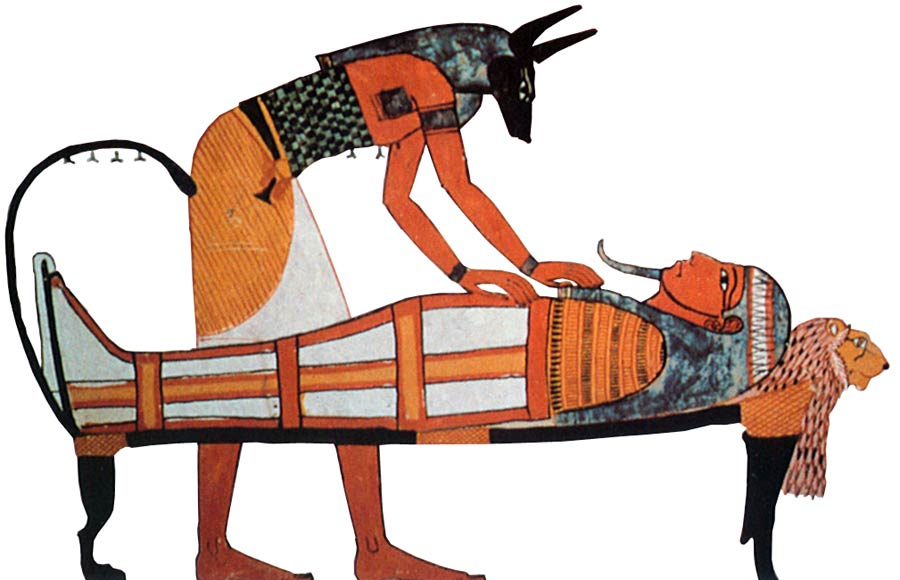
Zeul Anubis este inventatorul mitic al îmbălsămării și al mumificării; în această imagine el pregătește trupul lui Sennedjen

Când Khnum a modelat oamenii pe roata sa de olar, le-a insuflat nu doar un trup, ci și energie vitală numită „ka” și un suflet, o personalitate denumită „ba”, adesea reprezentată cu trup de pasăre și cap de om. Cele trei elemente coexistă în timpul vieții, alături de ren (numele), sheut (umbra) și sekhem (care nu sunt însă la fel de importante, deoarece omul nu mai are nevoie de ele după moarte). După deces sufletul și energia vitală se desprind de corp și devin nemuritoare, în timp ce trupul se descompune. Pentru a obține viața de apoi, similar cu zeul Osiris, omul trebuie să dețină toate cele trei componente. De aceea, vechii egipteni îmbălsămau și mumificau trupurile pentru a le păstra intacte cât mai mult timp posibil. Ceremonia de mumificare era extrem de lungă și complexă, fiind accesibilă doar regilor, reginelor, vizirilor și personalităților importante. Se spune că Anubis, zeul morții, a fost cel care a inventat mumificarea, de la el învățând-o preoții egipteni. Animale sacre precum pisica sau babuinul erau de asemenea mumificate, fiind protejate de zeii Bastet și Thot, respectiv. 

## Grecia Antică
În mitologia greacă, Hades era zeul lumii subterane, fiul lui Cronos și al Rheei. Hades domnea peste tărâmul umbrelor, pe care îl guverna alături de soția sa, Persefona. Odată ajunse acolo, sufletelor nu le era permis să vadă din nou lumina zilei. Anticii evitau să pronunțe numele lui Hades, considerându-l aducător de ghinion. Adesea, îl invocau sub numele de Pluton (Zeul bogat), o aluzie la comorile nemăsurate ascunse în adâncurile pământului. Conform diverselor surse mitologice, această împărăție includea Tartarul, o prăpastie adâncă unde erau aruncați titanii și alți criminali monstruoși; Câmpia Asfodelelor, un loc lipsit de bucurie unde rătăceau sufletele celor obișnuiți; și Elysium sau Câmpiile Elizee, un tărâm paradisiac destinat eroilor celor favorizați de zei și sufletelor oamenilor virtuoși.

## Budism și hinduism
Reîncarnarea ─ renașterea sufletului într-un corp diferit ─ este un concept central în anumite religii, inclusiv budismul și hinduismul.
În hinduism, la moarte, sufletul, numit atman, părăsește corpul fizic, dar nu moare. El continuă să existe într-un corp subtil numit kosha astral (corp astral). Acest corp astral există într-o dimensiune non-fizică numită plan astral. Aici, atman continuă să acumuleze experiențe, karma, până când se renaște într-un alt corp fizic, în viața următoare, sub forma unui copil.

## Caracteristici
Oamenii au credințe diverse despre ce se întâmplă după moarte. Cei mai mulți cred într-o existență ulterioară, fie în raiul sau iadul. Creștinismul, islamul și jainismul sunt doar câteva exemple de religii care promit o viață de apoi cu recompense sau pedepse.
Alții, precum animiștii africani, cred în reîncarnare sau în transformarea sufletelor în spirite sau fantome.
Există și cei care nu cred în nicio formă de viață de apoi. Ei consideră că moartea este sfârșitul existenței umane, iar ateismul este o viziune bazată pe respingerea divinității și a conceptelor legate de viața de după moarte.

## Filozofie

### Filozofia modernă
Individualismul deschis, o perspectivă filozofică bazată pe întrebarea identității personale, susține că experiența conștientă individuală este iluzorie. Conform lui Daniel Kolak, autorul acestei teorii, deoarece conștiința continuă după moarte în toate ființele conștiente, noi nu murim cu adevărat. Această idee ar fi fost susținută de fizicieni precum Erwin Schrödinger și Freeman Dyson.
Cu toate acestea, noțiunea continuității personale după moarte ridică anumite probleme. Peter van Inwagen, în cadrul argumentului său legat de înviere, subliniază că materialismul necesită un fel de continuitate fizică. De asemenea, John Hick în cartea sa Death and Eternal Life („Moartea și viața veșnică”), ridică întrebări legate de identitatea personală, folosind exemplul unei persoane care încetează să existe într-un loc, în timp ce o replică exactă apare în altul. Conform lui Hick, dacă replica ar avea toate experiențele, trăsăturile și aspectul fizic al primei persoane, am tinde să atribuim a doua replică aceeași identitate.

### Filozofia procesului
Modelul panenteist al filozofiei procesului și teologiei, propus de scriitori precum Alfred North Whitehead și Charles Hartshorne, respinge ideea că universul este alcătuit din substanță. În schimb, ei susțin că realitatea este compusă din experiențe vii (momente de experiență). Conform lui Hartshorne, oamenii nu experimentează o nemurire subiectivă (sau personală) în viața de apoi, ci doar o nemurire obiectivă, deoarece experiențele lor continuă să existe pentru totdeauna în Dumnezeu, care conține tot ce a fost. Totuși, alți filozofi ai procesului, precum David Ray Griffin susțin că oamenii pot avea o experiență subiectivă și după moarte.

## Știință
Ipoteze psihologice privind originea credinței în viața de apoi includ predispozitia cognitivă, învățarea culturală și ideea religioasă intuitivă.
În 2008, a fost lansat un studiu amplu realizat de Universitatea din Southampton, care a implicat 2.060 de pacienți din 15 spitale din Regatul Unit, Statele Unite și Austria. Studiul AWARE (AWAreness during REsuscitation - Conștiință în timpul resuscitării) a analizat o gamă largă de experiențe mentale legate de moarte. Un element important al studiului a fost testarea validității experiențelor conștiente pentru prima dată folosind markeri obiectivi. Scopul a fost de a determina dacă relatările despre experiențe compatibile cu ieșirea din corp corespundeau unor evenimente reale sau halucinatorii. Rezultatele au arătat că 40% dintre supraviețuitorii unui stop cardiac au fost conștienți în perioada în care erau clinic morți, înainte ca inima să le fie repornită. Un pacient a avut o experiență verificată de ieșire din corp (peste 80% dintre pacienți nu au supraviețuit stopului cardiac sau erau prea bolnavi pentru a fi intervievați), însă stopul cardiac al acestuia a avut loc într-o cameră fără markeri. Dr. Parnia a declarat în interviu: „Dovezile de până acum sugerează că, în primele minute după moarte, conștiința nu este anihilată.” Studiul AWARE a tras următoarele concluzii principale:
1. În unele cazuri de stop cardiac, amintirile conștiinței vizuale compatibile cu așa-numitele experiențe de ieșire din corp pot corespunde evenimentelor reale.
2. Un număr de persoane care au avut experiențe în apropierea morții pot avea experiențe vii, dar nu și le amintesc din cauza efectelor leziunilor cerebrale sau ale medicamentelor sedative asupra circuitelor memoriei.
3. Experiența relatată din apropierea morții merită o investigație serioasă fără prejudecăți.[13]

S-au efectuat studii și asupra fenomenului larg raportat al experiențelor în apropierea morții (NDE). Cei care trec prin astfel de experiențe povestesc adesea că sunt transportați într-un alt „tărâm” sau "plan al existenței", iar studiile arată că aceste experiențe au un efect pozitiv de durată asupra majorității celor care le trăiesc.
În cadrul cadrului teoretic al cogniției extinse, procesele cognitive ale unui organism pot exista dincolo de corpul fizic și pot persista chiar și după moarte.